# Campeonato Alagoano de Futebol da Segunda Divisão de 2015
O Campeonato Alagoano de Futebol - Segunda Divisão de 2015 é a 27ª edição da segunda divisão do Campeonato Estadual de Alagoas.

## Previsões do Campeonato
Depois de a competição tomar as maiores proporções da sua história nos anos de 2011 a 2013, de ter uma baixa no ano de 2014 e ter mostrado uma grande competitividade em 2014,a segunda divisão estadual de 2015 pretende ser bem acirrada. Isso porque esta edição contara com apenas 4 clubes brigando pelo acesso até a última rodada. Por meio de planejamento antecipado e com os resultados da última edição Aliança Pilarense e Penedense entram como favorito ao acesso do Alagoano A1 de 2016.
Participantes da Segunda Divisão de 2015
Apenas cinco clubes fizeram a inscrição na Segunda Divisão do Campeonato Alagoano desse ano. Foram Aliança Pilarense de Pilar, Penedense de Penedo, Comercial de Viçosa e  a dupla da capital Maceió, São Domingos e Sete de Setembro confirmaram o pedido. Entretanto, apenas uma equipe atende as exigências da Federação Alagoana de Futebol, o Sete de Setembro que irá mandar seus jogos na cidade de Murici no José Gomes da Costa.

### Critério de desempate
Os critério de desempate serão aplicados na seguinte ordem:
1. Maior número de vitórias
2. Maior saldo de gols
3. Maior número de gols pró (marcados)
4. Maior número de gols contra (sofridos)
5. Confronto direto
6. Sorteio

## Equipes participantes
- SST ^  O Sete de Setembro irá mandar seus jogos na cidade de Murici no Estádio José Gomes da Costa.[1]

## Fase Única

### Classificação
Desempenho por rodada
- Clubes que lideraram o campeonato ao final de cada rodada:

| 1   | 2   | 3   | 4   | 5   | 6   |
| PEN | PEN | PEN | PEN | PEN | SST |

- Clubes que ficaram na última posição do campeonato ao final de cada rodada:

| 1   | 2   | 3   | 4   | 5   | 6   |
| SST | SDM | SDM | SDM | SDM | SDM |

### Primeira Rodada
| 19 de setembro | Sete de Setembro | 1 – 2          | Penedense          | José Gomes, Murici                                       |
| 15:00          | Wilson 90+4'     | Borderô Súmula | 3' Jan · 11' Pilar | Público: 250 pagantes Árbitro: AL Anderson Gomes Leandro |

### Segunda Rodada
| 27 de setembro | São Domingos | 0 – 2          | Penedense            | Rei Pelé, Maceió                                      |
| 15:00          |              | Borderô Súmula | 9' Wagner · 18' Buiú | Público: 0 pagantes Árbitro: AL Rafael Gomes da Silva |

### Terceira Rodada
| 3 de outubro | Sete de Setembro                | 3 – 0          | São Domingos | José Gomes, Murici                                   |
| 15:00        | Wilson 44' 90+1' · Ezequiel 83' | Borderô Súmula |              | Público: 55 pagantes Árbitro: AL Geilton Lins Vieira |

### Quarta Rodada
| 11 de outubro | Penedense             | 2 – 2          | Sete de Setembro          | Alfredo Leahy, Penedo |
| 15:00         | Buiú 81' · Wesley 87' | Borderô Súmula | Alexsandro 6' · Diogo 61' | Público: 479 pagantes |

### Quinta Rodada
| 18 de outubro | Penedense | 0 – 1          | São Domingos | Alfredo Leahy, Penedo                                    |
| 15:00         |           | Borderô Súmula | Silva 90'    | Público: 752 pagantes Árbitro: Wilton Fernandes de Souza |

### Sexta Rodada
| 25 de outubro | São Domingos | 0 – 3          | Sete de Setembro                 | Rei Pelé, Maceió                               |
| 15:00         |              | Borderô Súmula | Alexsandro 3' 75' · Chalalau 13' | Público: 49 pagantes Árbitro: Gustavo da Silva |

## Artilharia
| Gols | Jogador    | Time             |
| ---- | ---------- | ---------------- |
| 3    | Wilson     | Sete de Setembro |
| 3    | Alexsandro | Sete de Setembro |
| 3    | Buiú       | Penedense        |
| 1    | Jan        | Penedense        |
| 1    | Pilar      | Penedense        |
| 1    | Wagner     | Penedense        |
| 1    | Ezequiel   | Sete de Setembro |
| 1    | Wesley     | Penedense        |
| 1    | Diogo      | Sete de Setembro |
| 1    | Silva      | São Domingos     |
| 1    | Chalalau   | Sete de Setembro |

## Maiores públicos
Esses são os Cinco maiores públicos do Campeonato: 
| Nº | Público[PP] | Mandante         | Placar | Visitante        | Estádio       | Data           | Rodada    |
| -- | ----------- | ---------------- | ------ | ---------------- | ------------- | -------------- | --------- |
| 1  | 752         | Penedense        | 0 – 1  | São Domingos     | Alfredo Leahy | 18 de outubro  | 5ª Rodada |
| 2  | 479         | Penedense        | 2 – 2  | Sete de Setembro | Alfredo Leahy | 11 de outubro  | 4ª Rodada |
| 3  | 250         | Sete de Setembro | 1 – 2  | Penedense        | José Gomes    | 19 de setembro | 1ª Rodada |
| 4  | 55          | Sete de Setembro | 3 – 0  | São Domingos     | José Gomes    | 3 de outubro   | 3ª Rodada |
| 5  | 49          | São Domingos     | 0 – 3  | Sete de Setembro | Rei Pelé      | 25 de outubro  | 6ª Rodada |

## Premiação
| Segunda Divisão de 2015              |
| ------------------------------------ |
| Sete de Setembro Campeão (2º título) |

| Vice Campeão:  | Terceiro colocado: | Artilheiro:                                                |
| -------------- | ------------------ | ---------------------------------------------------------- |
| Penedense      | São Domingos       | Wilson, Alexsandro e Buiú (Sete de Setembro) e (Penedense) |
| Público total: | Média de público:  |                                                            |
| 1.585          | 264                |                                                            |

## Links
- Site da Federação Alagoana de Futebol
- Site Futebol Alagoano